# Římskokatolická církev v Peru
Katolická církev v Peru je součástí všeobecné církve na území Peru, pod vedením papeže a místních biskupů sdružených do Peruánské biskupské konference (je součástí Rady latinskoamerických biskupských konferencí - CELAM). Papež je v Peru zastupován apoštolským nunciem v Peru. 
Při sčítání lidu v roce 2017 se ke katolické víře přihlásilo 76% obyvatel starších 12 let. 
Podíl katolíků v peruánské populaci od poloviny 20. století mírně klesá.

## Administrativní členění katolické církve v Peru
Peruánská církev má sedm metropolitních arcidiecézí. 
- Arcidiecéze limská
  - Diecéze Callao
  - Diecéze Carabayllo
  - Diecéze Chosica
  - Diecéze Huacho
  - Diecéze Ica
  - Diecéze Lurín
  - Územní prelatura Yauyos

- Arcidiecéze Arequipa
  - Územní prelatura Ayaviri
  - Územní prelatura Chuquibamba
  - Územní prelatura Juli

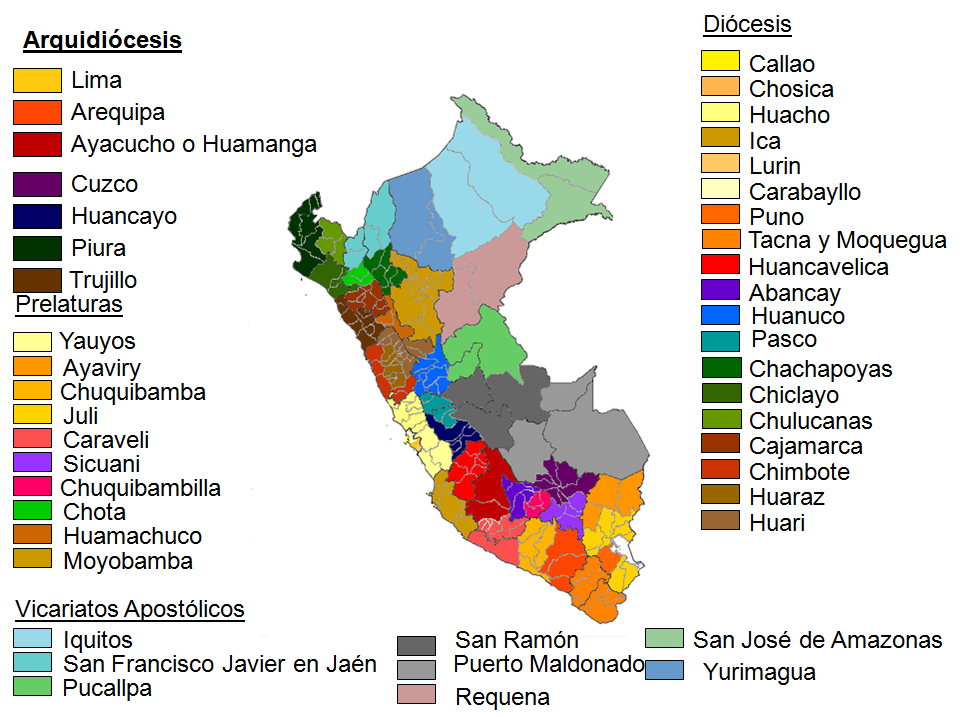
Mapa církevního reozdělení Peru

  - Územní prelatura Santiago Apóstol de Huancané
  - Diecéze Puno
  - Diecéze Tacna e Moquegua

- Arcidiecéze Ayacucho
  - Územní prelatura Caravelí
  - Diecéze Huancavelica

- Arcidiecéze Cuzco
  - Územní prelatura Chuquibambilla
  - Diecéze abancayská
  - Diecéze Sicuani

- Arcidiecéze Huancayo
  - Diecéze Huánuco
  - Diecéze Tarma

- Arcidiecéze Piura
  - Diecéze Chachapoyas
  - Diecéze Chiclayo
  - Územní prelatura Chota
  - Diecéze Chulucanas

- Arcidiecéze Trujillo
  - Diecéze Cajamarca
  - Diecéze Chimbote
  - Územní prelatura Huamachuco
  - Diecéze Huaraz
  - Diecéze Huari
  - Územní prelatura Moyobamba

- Apoštolský vikariát Yurimaguas
- Apoštolský vikariát San Ramón
- Apoštolský vikariát San José de Amazonas
- Apoštolský vikariát Requena
- Apoštolský vikariát Puerto Maldonado
- Apoštolský vikariát Pucallpa
- Apoštolský vikariát Jaén in Perù o San Francisco Javier
- Apoštolský vikariát Iquitos

- Peruánský vojenský ordinariát